# 나카오타이촌
나카오타이촌(中小田井村)은 일본 아이치현 니시카스가이군에 설치되었던 촌이다. 현재의 나고야시 니시구 나카오타이에 해당한다.